# Okres Ružomberok
Der Okres Ružomberok ist eine Verwaltungseinheit in der Mittelslowakei mit 56.278 Einwohnern (31. Dezember 2024) und einer Fläche von 647 km².
Historisch gesehen liegt der Bezirk vollständig in der ehemaligen Komitat Liptau (siehe auch Liste der historischen Komitate Ungarns).

## Bevölkerung
| Jahr                | 1994   | 2004    | 2014    | 2024    |
| ------------------- | ------ | ------- | ------- | ------- |
| Anzahl der Personen | 59.516 | 59.136  | 57.403  | 56.278  |
| Unterschied         |        | −0,63 % | −2,93 % | −1,95 % |

| Jahr                | 2023   | 2024    |
| ------------------- | ------ | ------- |
| Anzahl der Personen | 56.488 | 56.278  |
| Unterschied         |        | −0,37 % |

## Städte
- Ružomberok (Rosenberg)

## Gemeinden
| - Bešeňová - Hubová - Ivachnová - Kalameny - Komjatná - Likavka - Liptovská Lúžna - Liptovská Osada | - Liptovská Štiavnica - Liptovská Teplá (Bad Liptsch) - Liptovské Revúce - Liptovské Sliače - Liptovský Michal - Lisková - Lúčky - Ludrová | - Ľubochňa - Martinček - Potok - Stankovany - Štiavnička - Švošov - Turík - Valaská Dubová |

Das Bezirksamt ist in Ružomberok.

## Kultur
In dem Artikel Denkmalgeschützte Objekte im Okres Ružomberok findet man Informationen über die vom slowakischen Denkmalamt geschützten Objekte im Okres.